# Mezőtárkány
Mezőtárkány is een plaats (község) en gemeente in het Hongaarse comitaat Heves. Mezőtárkány telt 1667 inwoners (2002).